# Holger Matthias Wilhelm
Holger Matthias Wilhelm (* 14. Juni 1976 in Regensburg) ist ein deutscher Schauspieler.

## Leben
Wilhelm arbeitete zunächst in einem kaufmännischen Beruf. Er absolvierte dann jedoch von 2002 bis 2005 eine Schauspielausbildung an der Schauspielschule Regensburg. Im März 2005 legte er dort die Prüfung als Bühnendarsteller ab.
Während seiner Ausbildung spielte er bei der Schauspiel Compagnia Regensburg die Rolle des Nationalsozialisten Ernst Ludwig in dem Musical Cabaret. Beim Jungen Schauspiel Ensemble München übernahm er 2005 die Rolle von Willi Graf in einem Theaterstück über die Widerstandsgruppe Die weiße Rose.
Noch vor Abschluss seiner Schauspielausbildung wurde er von dem Schauspieler und Intendant Michael Lerchenberg entdeckt, der Wilhelm daraufhin als Darsteller für die Luisenburg-Festspiele engagierte. Seit 2005 gehörte Wilhelm zum Ensemble der Luisenburg-Festspiele, wo er 2005–2007 und in den Jahren 2009/2010 zu sehen war. Wilhelm spielte dort unter anderem Toni in Der Diener zweier Herren, den Knecht Lorenz in Die Geierwally (beide 2005), den Polizisten Klang in Pippi Langstrumpf, den Musikanten Adolf in Der Wittiber von Ludwig Thoma (beide 2006),  Jussac in Die drei Musketiere und einen jungen Adeligen in dem Volksstück Die Bernauerin (beide 2007). 2009 war er dort in Peer Gynt, in dem Kinderstück Michel aus Lönneberga und an der Seite von Rosel Zech als Werber in Brechts Mutter Courage und ihre Kinder zu sehen. 2010 spielte er bei den Luisenburg-Festspielen den Dieb Mich in einer Bühnenfassung von Tannöd.
Im Sommer 2009 absolvierte Wilhelm ein erfolgreiches Casting beim Bayerischen Rundfunk für die Daily-Soap Dahoam is Dahoam. Von März 2010 an war und ist er in der Serie in der Hauptrolle des Gregor Brunner zu sehen. Die Rolle des Gregor Brunner war Weltenbummler und galt lange Zeit als verschollener Sohn der Brunner-Familie, der nach einem längeren Auslandsaufenthalt wieder in seine Heimat Lansing zurückkehrte. Die Serienrolle wies dabei Parallelen zu Wilhelms eigener Biografie auf. 2008/2009 unternahm Wilhelm eine 15-monatige Weltreise durch Australien, Neuseeland, die Fiji-Inseln und Südkorea. Mit einem Working-Holiday-Visum jobbte er unter anderem als Fischer, Ranger, Möbelpacker und Dachdecker. Wilhelm war bis September 2021 als Gregor Brunner in der Serie Dahoam is Dahoam als Gregor Brunner zu sehen, danach musste er krankheitsbedingt mehr als zwei Jahre eine Pause von der Rolle einlegen. In der Zwischenzeit wurde er von September 2021 bis November 2023 in der Rolle des Gregor Brunner durch den Schauspieler Markus Baumeister vertreten. Im Dezember 2023 kehrte er als Darsteller des Gregor Brunner wieder zurück und machte seine überstandene Krankheit publik.
2005 spielte er in dem Kinofilm Ekkelins Knecht, eine Raubrittergeschichte aus dem Mittelalter. Außerdem wirkte er in einigen Kurzfilmen mit.
2007 gründete er mit Schauspielkollegen in Regensburg die Volksbühne Spinnrad. Wilhelm lebt in Regensburg.

## Filmografie (Auswahl)
- 2004: Der Vollstrecker (Kurzfilm)
- 2005: Ekkelins Knecht (Kinofilm)
- 2005: Mandelblüte (Kurzfilm)
- 2006: Dreck am Stock (Kurzfilm)
- 2010–2021 sowie ab 2023: Dahoam is Dahoam als Gregor Brunner (Serienhauptrolle)
- 2012: Kondensstreifen